# Antonio Corgos Cervantes
Antonio Corgos Cervantes (Barcelona, 10 de març de 1960) és un entrenador i ex-atleta català, amb 1,83 metres d'altura i 78 quilos de pes va aconseguir destacar a l'especialitat de salt de llargada i també va aconseguir destacades actuacions a la prova de triple salt.

## Carrera esportiva
Amb només 18 anys al 1978 va aconseguir superar el rècord d'Europa júnior, el rècord espanyol de salt de llargada de les categories júnior, promesa i absoluta amb un salt de 8,05 metres. Un any més tard va tornar a superar aquestes plusmarques fent dos salts de 8,09, per fi un any més tard va fer a Madrid, el 24 d'agost de 1980, el millor salt de la seva carrera esportiva, 8,23 metres. Aquest salt li va suposar un gran reconeixement, i fins i tot el gran Bob Beamon, un dels millors saltadors de llargada de tots els temps, es va rendir a la seva qualitat augurant-li un gran futur i que aconseguiria arribar a saltar 8,70 metres.
Aquestes expectatives de jove, no es van poder fer realitat, perquè tota la seva carrera esportiva va ser una successió de lesions. Malgrat aquests inconvenients la seva qualitat li van permetre fer una notable carrera esportiva i com a prova d'això el van votar, a la seva època, com el millor saltador de llargada espanyol de tots els temps.
En l'actualitat, és Director Tècnic del CMSC (Club Muntanyenc Sant Cugat), Entrenador al C.A.R. de Sant Cugat.

## Millors marques[2]
- Salt de llargada: 8,23 m a l'aire lliure i 8,12 m a pista coberta.
- Triple Salt: 16,28 m a l'aire lliure i 16,33 m a pista coberta.